# Maria Luís Gameiro
Maria Luís Gameiro é uma piloto de Todo-o-Terreno tendo participado no Campeonato Português de Todo-o-Terreno e no Campeonato Espanhol de Rallies Todo-o-Terreno, alem disso é administradora e diretora-executiva de diversas empresas focando-se no negócio das máquinas para obras públicas, construção civil e trabalho agrícola mas também dedicando tempo ao Centro Hiperbárico de Cascais.

## Todo-o-Terreno
Tendo se estreado de uma forma desportiva em 2009 ao volante de um carro menos competitivo, foi em 2022 que voltou ao Todo-o-Terreno com um projeto estruturado e ao volante de um Mini All4Racing desenvolvido pela X-raid. No seu primeiro ano competitivo de Todo-o-Terreno surpreendeu tudo e todos mostrando todo o seu potencial e coragem, a piloto portuguesa completou todo o campeonato nacional de Todo-o-Terreno, recolhendo grandes resultados e competindo de igual contra todos os seus concorrentes.
Se 2022 tinha sido o ano do regresso, 2023 foi o ano de consagração. Tendo participado no campeonato Português e Espanhol em simultâneo e sendo um dos pilotos com mais quilómetros competitivos feitos durante a época, Maria Luís Gameiro sagrou-se campeã feminina em ambos os campeonatos alem disso garantiu um 2o lugar na categoria Ultimate (T1) em Espanha, um resultado nunca antes alcançado por nenhum outro piloto português.
Em 2024, manteve o foco nos campeonatos espanhol e português, competindo no campeonato feminino e na T1+. Também fez a sua estreia nas areias, participando no Baja Morocco e no Rallye du Maroc ao volante de um T3. Estas provas serviram para preparar a já anunciada participação no Rally Dakar 2025.
1. ↑  «Visão | Prego a fundo. Mulher dos oito ofícios acelera num mundo dominado por homens». Visão. 6 de maio de 2022. Consultado em 12 de fevereiro de 2024
2. ↑  «Maria Gameiro, a única mulher piloto no Todo-o-Terreno: "Quando comecei a competir, se precisasse de ultrapassar os homens não facilitavam"». Tribuna Expresso. Consultado em 12 de fevereiro de 2024
3. ↑  «Maria Luís Gameiro no Dakar 2025 com a X-Raid». AutoSport. 21 de outubro de 2024. Consultado em 28 de outubro de 2024